# Buick Roadmaster
La Roadmaster è un'autovettura full-size prodotta dalla Buick dal 1936 al 1958 e dal 1991 al 1996. Dal 1931 al 1933 il modello fu noto come Serie 80, mentre dal 1936 al 1939 come Serie 80 Roadmaster. Dal 1940 al 1958 il modello venne invece denominato Serie 70 Roadmaster. Dal 1957 al 1958 fu disponibile una versione speciale a cui fu dato il nome di Serie 75.
Nel primo periodo in cui fu prodotta, la Roadmaster venne assemblata sul più lungo telaio della Buick non appartenente ad una limousine. Questo telaio era anche condiviso con alcuni modelli Oldsmobile contemporanei. Dal 1946 al 1956 la Roadmaster fu il modello di punta della gamma Buick. La Buick commercializzò nuovamente una vettura di nome Roadmaster dal 1991 al 1996. La Roadmaster fu sempre un modello a motore anteriore e trazione posteriore.

## La Serie 80: 1931–1933
La Serie 80, che apparteneva alla classe di vetture d'alto livello, aveva installato un motore a otto cilindri in linea da 5.650 cm³ di cilindrata che erogava 104 CV di potenza a 2.800 giri. L'anno successivo il passo crebbe e fu introdotto un nuovo motore ad alte prestazioni che erogava 113 CV. Nel 1933 il modello fu completamente rivisto. Alla fine del 1933 la Serie 80 uscì di produzione dopo 24.117 esemplari prodotti. Nel 1936 il modello fu reintrodotto e mutò nome in "Serie 80 Roadmaster".  

## La prima serie: 1936-1937
Le origini della Roadmaster sono datate 1936. Nell'anno in questione, la Buick associò dei nomi aggiuntivi alle denominazioni dei propri modelli per celebrare gli avanzamenti tecnici e di design degli anni precedenti. Fu quindi cambiato il nome a tutti i modelli della gamma. Più precisamente, alla Serie 40 venne aggiunto il nome Special, alla Serie 60 quello di Century e alla Serie 90, il modello più lussuoso, quello di Limited. La Serie 50 fu ritirata dal mercato, ma nel contempo fu lanciato un nuovo modello, la Serie 80 Roadmaster.
Basata sul pianale C della General Motors, questa prima serie di Roadmaster fu assemblata a Flint, Linden e South Gate. Il cambio era manuale a tre rapporti.
La Roadmaster è stata introdotta in un anno in cui la Buick revisionò profondamente i propri motori ad otto cilindri in linea e valvole in testa. Nell'occasione, la Buick ridusse il numero dei propulsori disponibili da quattro a due. L'offerta ora comprendeva solo un propulsore da 3,8 L di cilindrata e 93 CV di potenza ed un motore da 5,2 L e 120 CV. Il primo motore era destinato alla Special, mentre il secondo a tutti gli altri modelli. Oltre a questi cambiamenti, la Buick introdusse l'abitacolo con parte superiore completamente in acciaio, delle sospensioni anteriori migliorate, dei freni idraulici più sicuri, dei pistoni in lega ed un sistema di raffreddamento ottimizzato, e ciò rese i modelli del 1936 tecnicamente superiori alle vetture Buick precedenti.
La Roadmaster, a dispetto delle grandi dimensioni della carrozzeria, era sul mercato con un prezzo conveniente. La versione berlina quattro porte era in vendita a 1.255 dollari, cioè 440 dollari in meno del modello più economico della Cadillac. La sola altra versione disponibile era la cabriolet quattro porte, che era in vendita a 1.565 dollari in un momento in cui la Cadillac commercializzava modelli con la stessa carrozzeria ad un prezzo compreso tra i 2.745 dollari e 7.850 dollari.
Questo rinnovamento della gamma e della tecnologia fu un successo, che portò la Buick a triplicare le vendite, passando, in solo anno, da 48.000 a 158.000 esemplari, di cui 16.049 erano di Roadmaster.
Nel 1937 furono applicati dei cambiamenti importanti. La Roadster ebbe in dotazione una calandra divisa in due con barre orizzontali, con la sezione centrale verniciata dello stesso colore del corpo vettura. I parafanghi invece erano squadrati e gli alloggiamenti dei fanali furono ridisegnati con una linea più aerodinamica. Un nuovo carburatore ed un nuovo albero a camme fecero aumentare la potenza a 130 CV. Inoltre furono completamente rinnovati il condotto d'aspirazione, la pompa dell'olio, il sistema di raffreddamento e la distribuzione.
Una versione berlina più formale fu aggiunta alla gamma. Essa era dotata di un vetro che divideva la parte anteriore dell'abitacolo da quella posteriore, e venne messa in vendita a 1.641 dollari. Ne vennero prodotti 452 esemplari. I prezzi della berlina standard e della cabriolet salirono, rispettivamente, a 1.518 e 1.856 dollari. Comunque, le vendite della Roadmaster raggiunsero i 16.129 esemplari.

## La seconda serie: 1938-1939

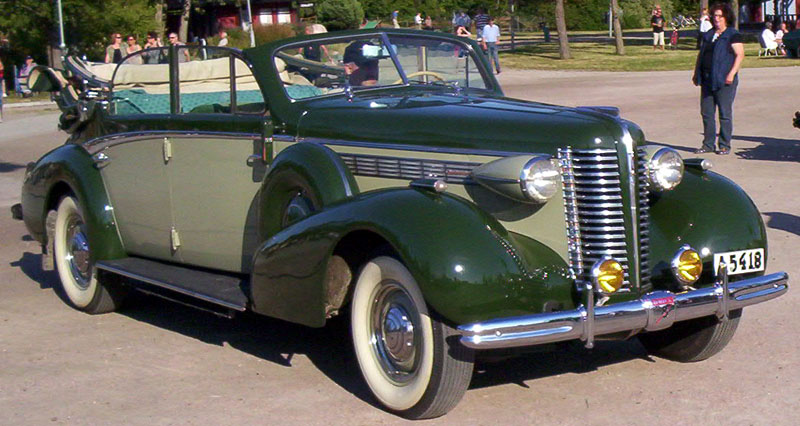
Una Buick Roadmaster cabriolet del 1938

Nel 1938 fu lanciata la nuova serie della Roadmaster. I cambiamenti non furono molti, ma da essi scaturì un effetto tangibile. Tra gli aggiornamenti, ci fu la modifica del cofano, della calandra e dei paraurti. Importanti cambiamenti furono applicati anche al motore ed al telaio. La guidabilità fu migliorata con l'aggiornamento delle sospensioni; le balestre furono infatti sostituite da molle elicoidali, che erano accoppiate ad ammortizzatori a doppio effetto, i quali erano grandi circa quattro volte qualsiasi altro ammortizzatore sul mercato all'epoca.
La versione cabriolet quattro porte ora aveva una linea fastback, ed una nuova versione berlina con queste caratteristiche fu aggiunta alla gamma. Di quest'ultima, ne vennero prodotti 466 esemplari. Il prezzo della Roadmaster salì nuovamente, toccando i 1.645 dollari per la versione berlina. Sebbene la quota di mercato della Buick fosse aumentato, le vendite della Roadmaster calarono a 5.568 esemplari, che corrispondeva al 3,3% delle vendite totali della Buick. In precedenza, questa percentuale era pari a 7,3%.
Nel 1939 fu introdotta la calandra con design "a cascata", che era contraddistinta da barre verticali e da una divisione in due della calandra stessa. Il cofano ed i montanti anteriori delle portiere furono ristretti. La superficie vetrata fu ingrandita. La strumentazione del cruscotto fu spostata davanti al guidatore, e la leva del cambio fu posizionata sul piantone dello sterzo.
Sebbene il prezzo della berlina fosse stato diminuito a 1.545 dollari e nonostante il numero di esemplari venduti fosse salito a 6.097 unità, la percentuale di Roadmaster vendute, rispetto al numero totale di Buick commercializzate, scese a 2,9%.
Questa generazione di Roadmaster venne assemblata a Flint, Linden e South Gate. Il cambio era manuale a tre rapporti.  Il motore installato era invece un otto cilindri in linea da 5,2 L di cilindrata.

## La terza serie: 1940-1941
Nel 1940 la Serie 80 fu rinominata Limited. Il nome Roadmaster fu trasferito alla nuova Serie 70, che venne introdotta lo stesso anno con la nuova Serie 50 Super. Quest'ultima e la Roadmaster condividevano la linea della carrozzeria. Lo spazio per le spalle e per le anche era piuttosto abbondante, ed i predellini laterali furono eliminati, mentre la linea fu resa più aerodinamica. Questi cambiamenti furono ispirati dalla Cadillac Sixty Special.
La Roadmaster del 1940 aveva un passo più corto, era più leggera e meno costosa del modello dell'anno precedente. La berlina con linea fastback fu tolta dai listini, mentre venne aggiunta alla gamma una versione coupé due porte, che fu venduta in 3.991 esemplari. Le vendite totali salirono a 18.345 esemplari.
Nel 1941 i cambiamenti alla linea furono modesti, ma quelli meccanici risultarono di un certo rilievo. Nello specifico, il rapporto di compressione aumentò da 6,6:1 a 7:1, i pistoni furono rivisti, le candele furono rimpicciolite e l'impianto d'alimentazione venne aggiornato, con l'installazione del cosiddetto Compound Carburation. Quest'ultimo sistema fu un precursore del moderno carburatore quadruplo corpo, e consisteva nell'installazione di due carburatori a doppio corpo. Nello specifico, un carburatore operava sempre, mentre l'altro lavorava solo in condizione di forte accelerazione. Il nuovo motore, sempre ad otto cilindri in linea e di 5,2 L di cilindrata, erogava 165 CV di potenza. Con 5 CV in più della Packard più preformante, 15 CV in più del modello Cadillac più potente e 25 CV in più della Chrysler più performante, questo motore era quello più potente tra quelli disponibili in America nel 1941. Il cambio era invece manuale a tre rapporti.
Sempre nel 1941 fu introdotta la versione cabriolet due porte, che vendette nell'anno in questione 1.845 esemplari. Le vendite totali di Roadmaster si attestarono a 15.372 esemplari.
Questa generazione di Roadmaster fu assemblata a Flint, Linden e South Gate.

## La quarta serie: 1942–1948

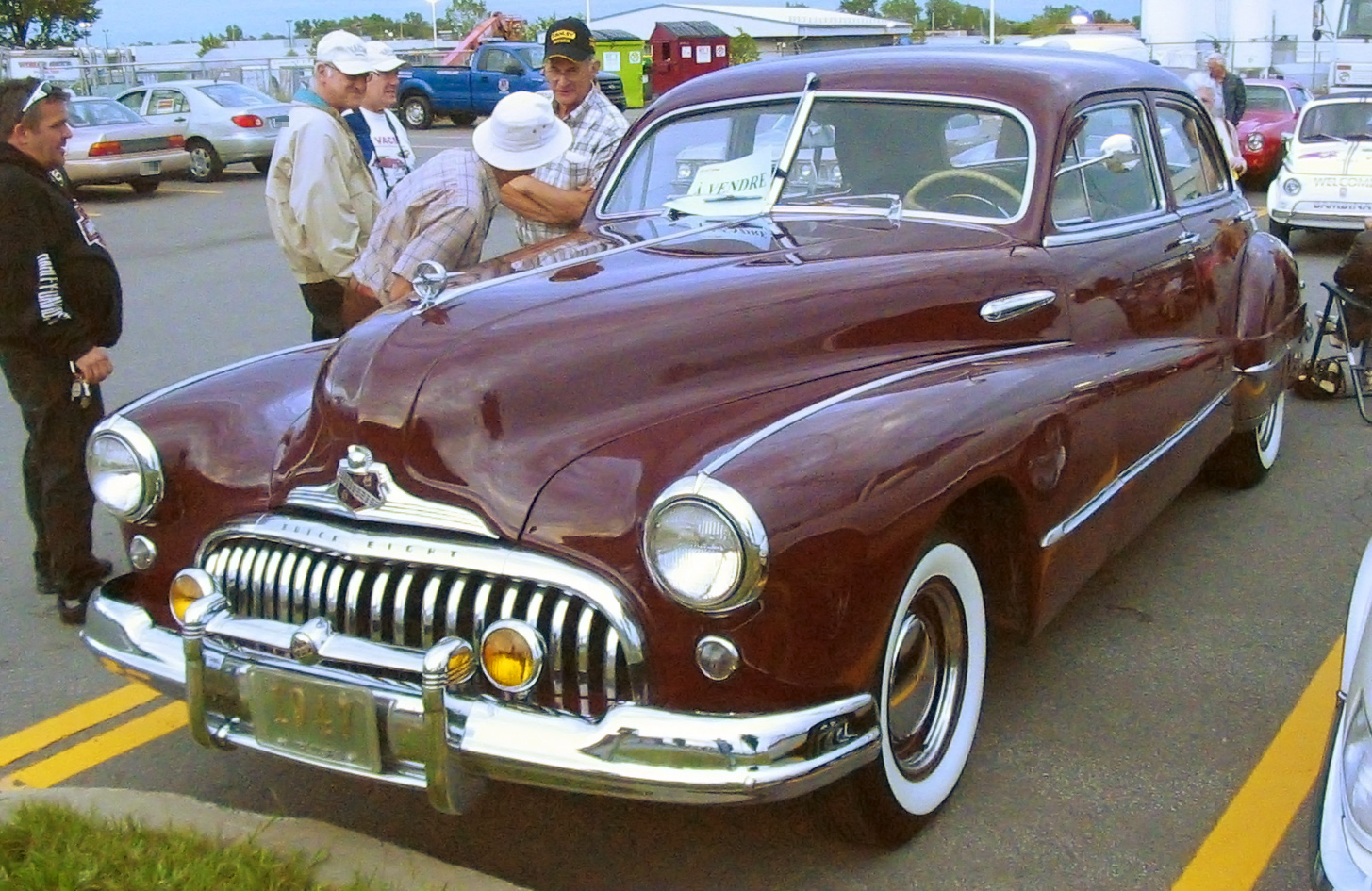
Una Buick Roadmaster del 1947

La Roadmaster del 1942 fu più lunga, larga e spaziosa del modello precedente grazie al passo più lungo. Furono installati anche una nuova calandra e dei nuovi parafanghi anteriori aerodinamici che si estendevano all'indietro fino a congiungersi con i parafanghi posteriori. Entrambe queste caratteristiche diventarono in seguito un'icona della Buick. La versione cabriolet quattro porte fu tolta di produzione e non tornò più sui listini.
Dall'inizio del 1942, a causa dell'entrata degli Stati Uniti nella seconda guerra mondiale, furono offerti nuovi modelli che erano decisamente più sobri e più essenziali. Ciò avvenne per conformare la produzione automobilistica alle restrizioni causate dalla guerra. Da metà gennaio vennero eliminate le cromature ad eccezione di quelle applicate ai paraurti. Da febbraio la produzione di autovetture civili si interruppe.
Quando il conflitto terminò, l'assemblaggio di autovetture riprese. Sui modelli post-bellici fu fatto un moderato uso di cromature, vennero estesi anche alle berline ed alle coupé i parafanghi anteriori aerodinamici che si estendevano all'indietro fino a raggiungere i parafanghi posteriori, ed infine fu installato un ornamento sul cofano a forma di razzo inquadrato da un mirino, che si ispirava al clima post-bellico di quegli anni. I prezzi, a causa dell'inflazione cagionata dalla guerra,  aumentarono considerevolmente. Anche le vendite però si accrebbero notevolmente, tanto che la percentuale di Roadmaster vendute sul totale di Buick commercializzate passò dal 4% del 1941 al 20% al 1946.
Il sistema di carburazione Compound Carburetion fu eliminato, ed il rapporto di compressione scese a 6,6:1. Di conseguenza, la potenza erogata calò da 165 CV a 144 CV. Anche la coppia sviluppata diminuì. Comunque, il motore ad otto cilindri in linea e da 5,2 L di cilindrata produceva ancora una potenza superiore ad ogni propulsore Chrysler.
Nel 1947 alla gamma fu aggiunta la versione familiare quattro porte. Nel primo anno di produzione vendette 300 esemplari. Nel 1948 comparve un nuovo volante di colore nero, che si adeguò al nuovo pannello strumenti, passato dalla radica bicolore in legno al grigio a due tonalità con strumentazione argentata. La novità più importante del 1948 fu l'introduzione del convertitore di coppia. Disponibile tra gli optional nel 1948, grazie al successo che ottenne, diventò di serie l'anno successivo.
Le vendite si assestarono, nel 1947 e nel 1948, a circa 80.000 esemplari l'anno, quattro volte quindi del volume di vendita degli anni pre-bellici.
Il cambio era invece manuale a tre rapporti oppure automatico Dynaflow a due marce.
Basata sul pianale C della General Motors, questa serie di Roadmaster venne assemblata a Flint, Linden, South Gate, Atlanta e Kansas City.

## La quinta serie: 1949-1953

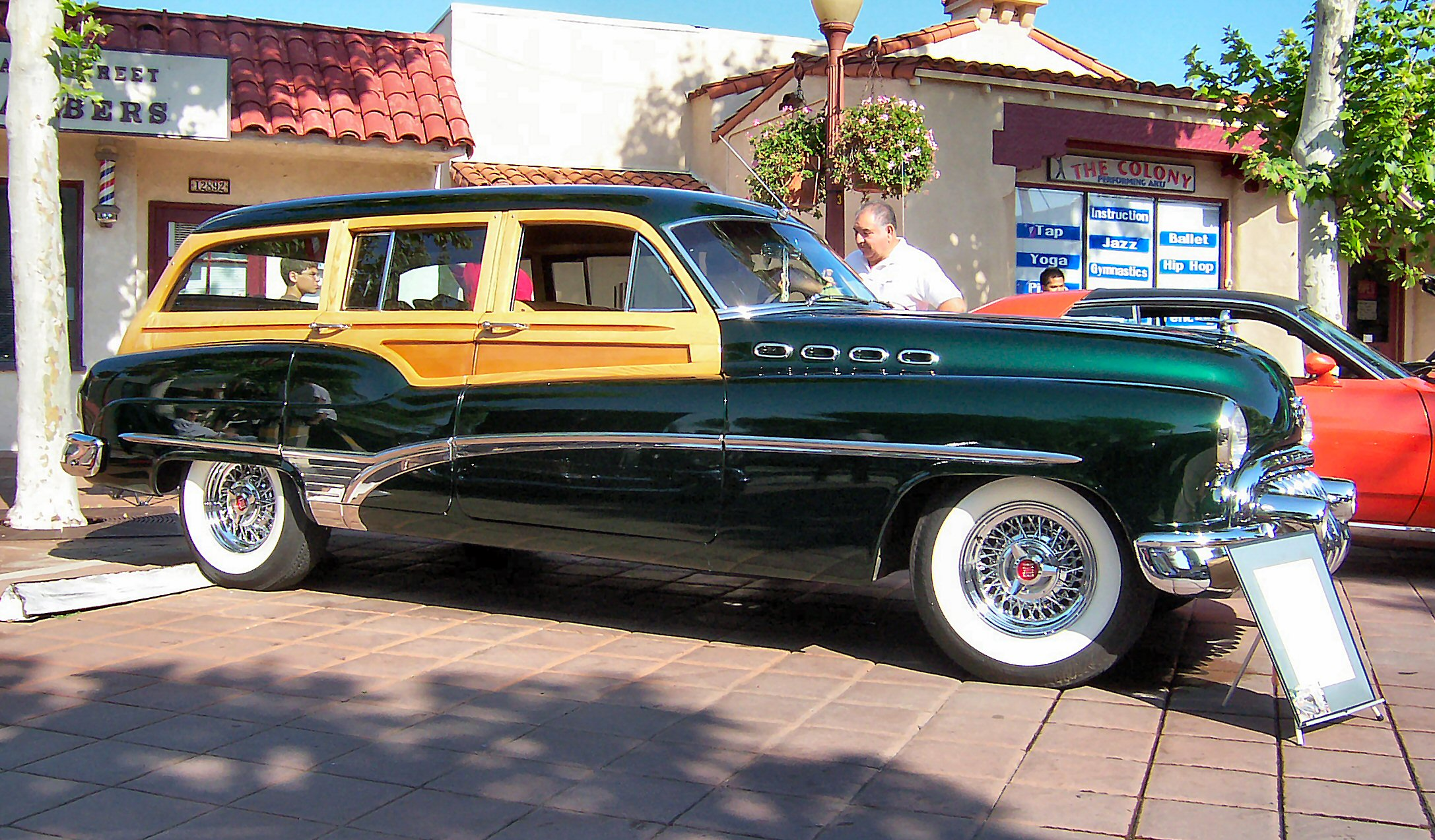
Una Buick Roadmaster familiare del 1950

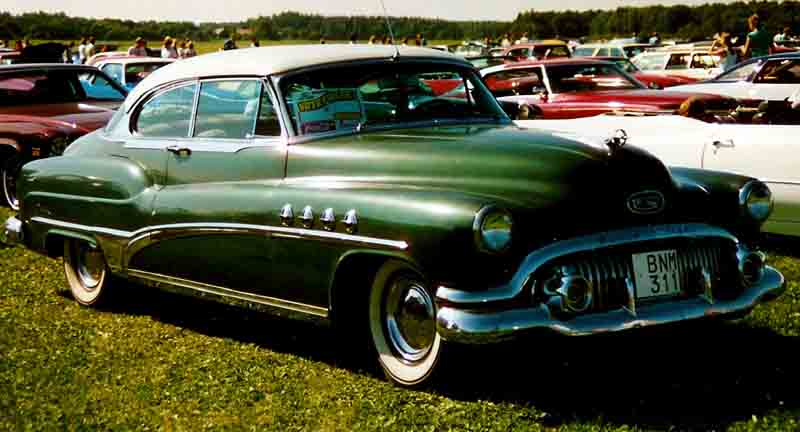
Buick Roadmaster coupe del 1951

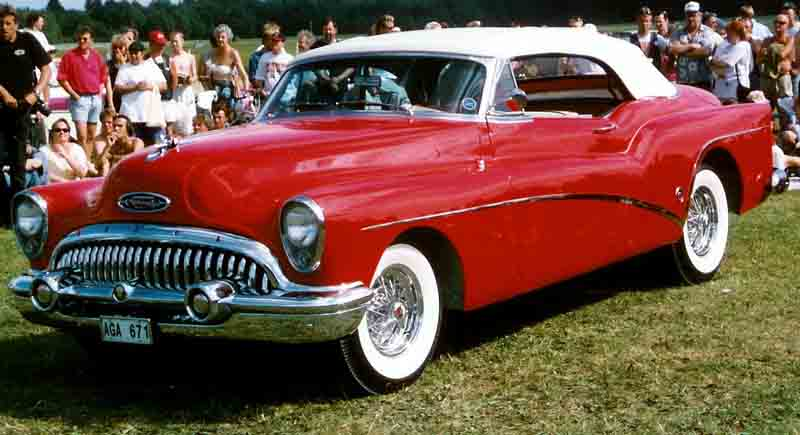
Una Buick Roadmaster cabriolet del 1953

Nel 1949 la Roadmaster fu oggetto del restyling post-bellico più importante, che portò al lancio della quinta serie. Il passo e la lunghezza complessiva diminuirono. La novità più importante fu l'installazione di un parabrezza più grande. Sempre nel 1949 la Buick introdusse i "VentiPorts", cioè le finte prese d’aria che avrebbero caratterizzato i modelli del marchio negli anni a venire. Sulla Roadmaster ne furono installati quattro su ogni parafango anteriore, in un totale di otto, mentre ne vennero montati tre per lato sugli altri modelli Buick. Le brochure dell'epoca asserivano che queste prese d'aria ventilassero realmente il vano motore, e questo era vero all'inizio del 1949. Già però durante il primo anno, vennero otturati. L'installazione dei "VentiPorts" fece venire a Ned Nickles, capo dei designer della Buick, l'idea di modificare la sua Roadmaster del 1948. Su questo esemplare, fece installare quattro luci color ambra su ciascun lato del cofano, che erano collegate al distributore di accensione (ogni luce era associata ad una candela specifica), in modo tale da accendersi ogni volta che in uno dei cilindri avveniva la combustione.
Il cambio automatico Dynaflow due rapporti diventò di serie, e la potenza del motore crebbe a 150 CV grazie all'aumento del rapporto di compressione. Nel 1949 fece la sua comparsa la Roadmaster Riviera, che il primo anno vendette 4.314 esemplari. Questa nuova versione, la Cadillac Coupe de Ville e la Oldsmobile 98 Holiday furono tra le prime hardtop mai costruite. Con un totale di 88.130 esemplari prodotti, un record per la Roadmaster, le vendite del modello raggiunsero il 27% del totale delle vetture commercializzate della Buick. Il prezzo di vendita era leggermente inferiore di quello della Cadillac Serie 61.
Il restyling del 1950 portò all'installazione di una calandra dalle barre più fitte. Ma il più grande cambiamento stilistico fu l'introduzione della "sweepspear", una modanatura cromata che percorreva la lunghezza dell'auto, passando sopra la ruota anteriore e da qui discendendo dolcemente fino al sottoporta e da questo punto, descrivendo un quarto di circonferenza fino a raggiungere il passaruota, e proseguendo diritto verso le luci posteriori. All'inizio del model year essa apparve su tutti i tipi di carrozzerie tranne che sulle familiari  e sulle nuove Roadmaster Riviera berlina. Queste modanature rimasero una caratteristica delle Buick fino agli anni settanta. Nel 1950 comparvero due nuove versioni con carrozzeria berlina quattro porte. A quella più lunga venne associato il nome Riviera. L'anno seguente solo quest'ultima versione rimase sui mercati. Essa continuò ad essere compresa nella gamma fino al 1953. L'unico cambiamento meccanico del 1950 fu l'installazione di punterie idrauliche. Le vendite totali di Roadmaster si attestarono a 75.034 esemplari, che corrispondeva al 12% delle vendite totali Buick.
Nel 1951 e nel 1952 i cambiamenti estetici furono minimi. Nel 1952 fu aggiunto tra gli optional il servosterzo, mentre la potenza del motore crebbe a 170 CV grazie all'installazione di un carburatore a quadruplo corpo. Le vendite continuarono a calare, attestandosi a 66.000 esemplari nel 1951 e 51.000 unità nel 1952.
Nel 1953 il motore ad otto cilindri in linea della Roadmaster fu sostituito da un propulsore V8 a corsa corta. I due motori avevano una cilindrata quasi identica, dato che il primo propulsore menzionato aveva una cubatura di 5,2 L, mentre il secondo aveva una cilindrata di 5,3 L. Il nuovo propulsore aveva però una potenza superiore, 188 CV. Il rapporto di compressione aumentò da 7,5:1 a 8,5:1.
Le compatte dimensioni del motore V8 consentirono la riduzione del passo, sebbene le differenze stilistiche dietro il cofano motore fossero praticamente inesistenti, eccezion fatta per il nuovo stemma "V8" sui mozzi ruota. Nell'occasione fu offerto per la prima volta il cambio automatico "Twin-Turbine Dynaflow". L'introduzione di un nuovo cambio fu necessaria poiché la trasmissione doveva supportare una coppia superiore a causa della potenza superiore del nuovo motore. Il servosterzo ed il servofreno furono inclusi nell'equipaggiamento di serie. L'aria condizionata fu compresa tra gli optional, e venne adottato un impianto elettrico da 12 V.
Nel 1953 fu introdotta la Roadmaster Skylark cabriolet. Essa una nuova modanatura cromata che anticipava il nuovo corso stilistico delle Buick del 1954. Offerta ad un prezzo di 5.000 dollari, venne prodotta, nell'anno in questione, in 1.690 esemplari. Il 1953 fu l'ultimo anno in cui fu in vendita la Roadmaster Estate familiare. Le vendite totali di Roadmaster salirono a 79.137.
Basata sul pianale C della General Motors, questa serie di Roadmaster venne assemblata a Flint, Linden, South Gate, Atlanta, Wilmington, Framingham e Kansas City. Questa serie di Roadmaster fu offerta anche in versione coupé due porte e hardtop due porte.

## La sesta serie: 1954-1956

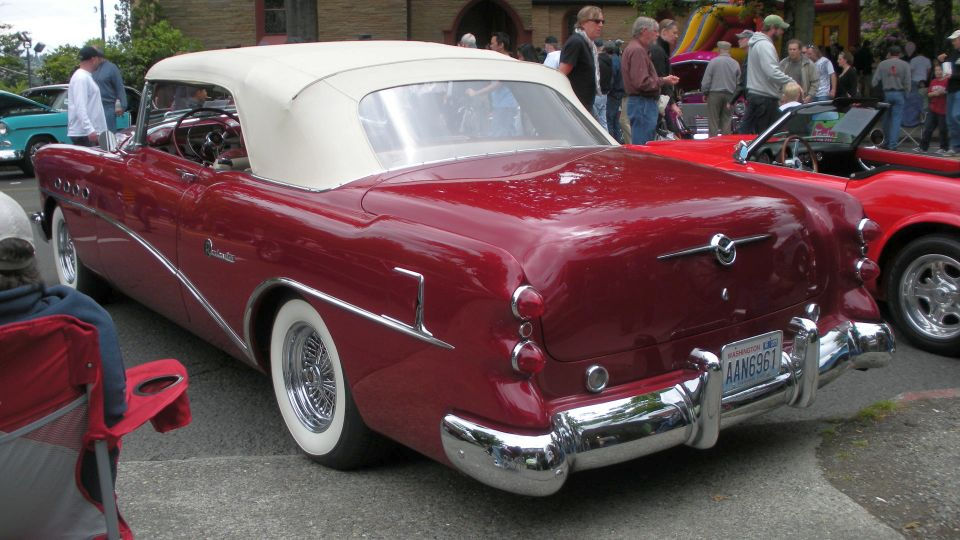
Il retro di una Buick Roadmaster cabriolet del 1954

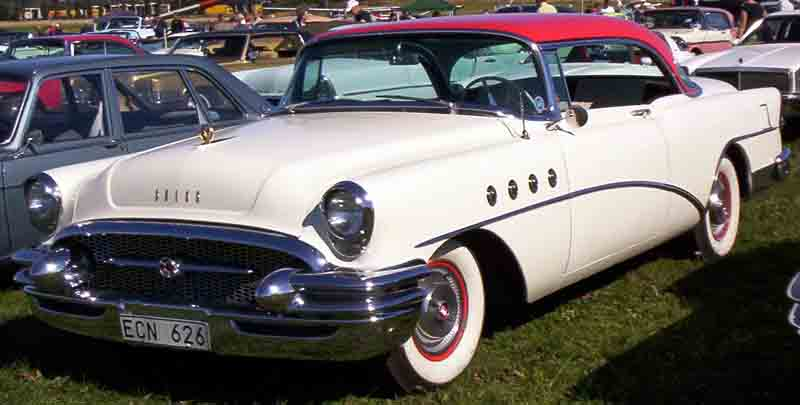
Una Buick Roadmaster Riviera coupé del 1955

Nel 1954 la Roadmster e la Super condivisero il nuovo pianale C della General Motors con alcuni modelli Cadillac e con l'Oldsmobile 98. Queste vetture erano più grandi spaziose di quelle dell'anno precedente. Le sospensioni anteriori furono aggiornate, e la potenza del motore V8 da 5,3 L di cilindrata crebbe a 200 CV. Le vendite totali si assestarono nel 1954 a 50.600 esemplari.
Nel 1955, per distinguere la Roadmaster dagli altri modelli Buick, furono applicati degli ornamenti alla carrozzeria. La potenza salì a 236 CV e venne introdotto un nuovo cambio automatico "Dynaflow" a due rapporti con statore a lamelle variabili. Queste ultime variano la loro disposizione durante le forti accelerazioni, fornendo uno scatto più rapido. Le luci di retromarcia ora erano offerte di serie. Le vendite totali di Roadmaster nel 1955 furono di 64.500 esemplari.
Nel 1956 la Roadmaster ricevette una modanatura laterale meno marcata, che comunque non scendeva giù fino al sottoporta come invece accadeva per gli altri modelli. Due strisce cromate decoravano il baule posteriore con il nome "Roadmaster" posto tra di esse. La scritta "Roadmaster" apparve ora anche sulle portiere, sotto i deflettori. Gli ornamenti a forma di bomba nel mirino vennero posti sui parafanghi anteriori e divennero di serie. Il cambio automatico "Dynaflow" ricevette uno statore a doppia ruota. Nell'anno in questione fu introdotta una versione hardtop quattro porte della Riviera. Essa fu, nell'anno in questione, la Roadmaster più popolare, con 24.770 esemplari. Le vendite totali di Roadmaster furono di 53.500 unità.
Basata sul pianale C della General Motors, questa serie di Roadmaster venne assemblata a Flint, Linden, South Gate, Atlanta, Wilmington, Framingham, Arlington e Kansas City. Questa serie di Roadmaster fu offerta anche in versione berlina quattro porte e cabriolet due porte.

## La settima serie: 1957-1958

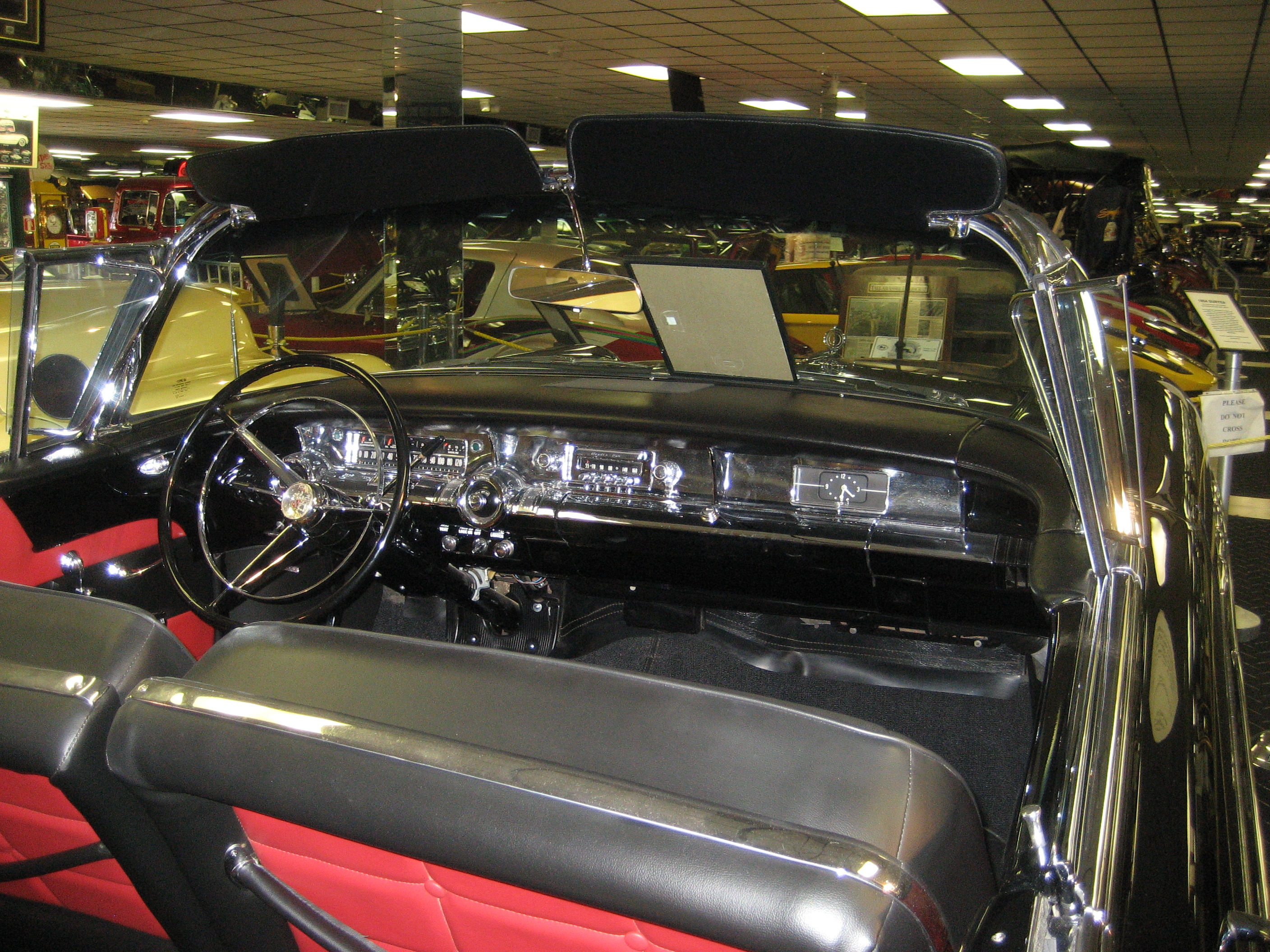
Interni di una Buick Roadmaster cabriolet del 1957

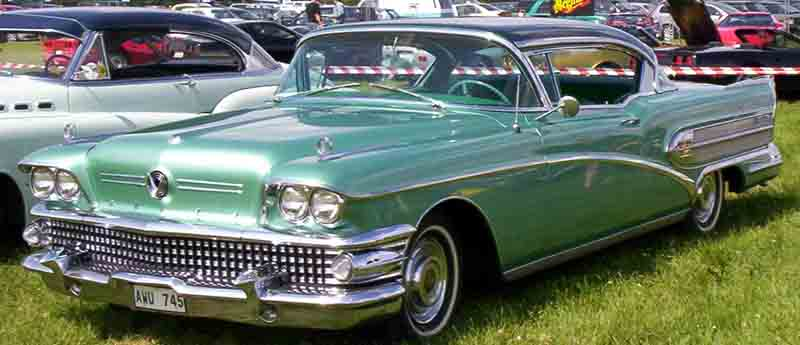
Una Buick Roadmaster coupé del 1958

Nel 1957 la Roadmaster ebbe in dotazione un nuovo motore V8 da 6 L che sviluppava 300 CV di potenza. Il cruscotto ora era imbottito, e gli interni delle versioni hardtop due e quattro porte erano foderati in nylon, mentre quelli delle cabriolet due porte erano in pelle. Inoltre, fu applicato un nuovo schema di sospensioni a giunto sferico che migliorava la maneggevolezza. Il cambio disponibile era sempre il "Dynaflow" automatico a due rapporti. Altra novità dell'anno in questione fu la "Roadmaster 75", che si distingueva dalla serie regolare per la presenza, tra l'altro, di sedili regolabili elettricamente e di alzacristalli elettrici. Nel 1957 vennero venduti in totale 33.000 esemplari.
Basata sul pianale C della General Motors, questa serie di Roadmaster venne assemblata a Flint, Linden, South Gate, Atlanta, Wilmington, Framingham, Arlington e Kansas City.
Nel 1958 i nuovi freni a tamburo costruiti parzialmente in alluminio ed in parte in ghisa dimostrarono di essere i migliori in circolazione. Nel 1958 le vendite crollarono a 14.000 esemplari.
Nel 1959 ci fu un importante restyling della gamma Buick, nell'occasione del quale furono cambiate le denominazioni dei modelli. Il nome Roadmaster mutò in Electra, e quindi scomparve temporaneamente dal mercato.

## L'ottava serie: 1991–1996

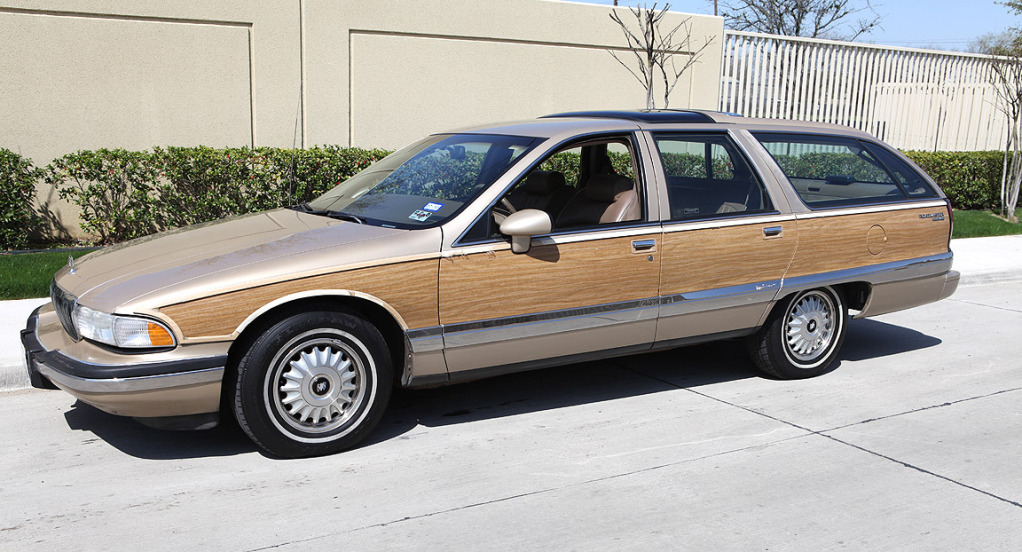
Una Buick Roadmaster Estate familiare del 1993

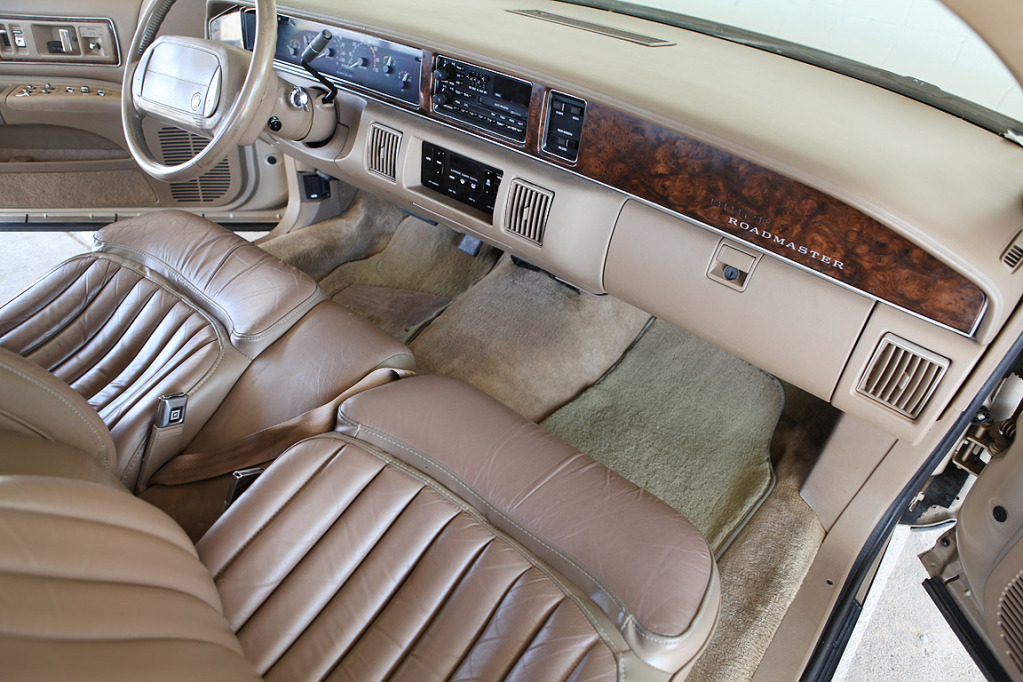
Gli interni di una Buick Roadmaster Estate familiare del 1993

Il nome "Roadmaster" rivisse nel 1991 su un modello basato sul pianale B che aveva una carrozzeria familiare cinque porte. Questa nuova Roadmaster familiare sostituì la Estate. La versione berlina quattro porte fu introdotta nel 1992 e possedeva dei lamierati specifici, sebbene condividesse molti altri componenti con alcuni modelli full-size della General Motors. La Roadmaster familiare era un modello ottenuto tramite badge engineering dalla Chevrolet Caprice e dalla Oldsmobile Custom Cruiser. Le tre vetture si distinguevano principalmente dalla calandra e dall'allestimento. Questa serie di Roadmaster è stata prodotta solamente ad Arlington. Il motore era installato anteriormente, mentre la trazione era posteriore.
La Roadmster familiare aveva montato di serie dei pannelli di finto legno sulle fiancate, ma era disponibile anche un'opzione che non li comprendeva. Era offerto di serie un tettuccio panoramico che era collocato oltre la seconda fila di sedili e che non era disponibile sulla Caprice. Questa versione familiare di Roadmaster poteva ospitare otto persone grazie all'installazione opzionale di una terza fila di sedili. Tutte le familiari avevano installato un motore V8 da 5 litri di cilindrata. Dal 1992, tutte le Roadmaster utilizzarono una versione da 5,7 L di questo propulsore, l’L05.
Dal 1994 al 1996 tutte le Roadmaster, come gli altri modelli basati sul pianale B, utilizzarono una nuova versione del motore da 5,7 L, l’LT1, che erogava 260 CV di potenza massima e 454 N•m di coppia massima. Questo passaggio verso una nuova versione del motore fu dettato dall'entrata in vigore di nuove leggi per il contenimento delle emissioni inquinanti e la limitazione dei consumi. Questo motore era anche utilizzato sulla Chevrolet Impala SS, ed era collegato ad un propulsore V8 da 4,3 L che era il motore base della Caprice.
Le Roadmaster furono disponibili solo con il motore LT1 da 5,7 L e non con quello da 4,3 L. Questi esemplari erano distinguibili dal doppio terminale di scarico. Gli interni che avevano installato il motore LT1 possedevano una strumentazione digitale anziché analogica. La velocità della Roadmaster, a differenza di quelle dell'Impala SS e della Caprice, era limitata elettronicamente a 174 km/h perché il modello Buick aveva installati degli pneumatici non adatti a raggiungere i 230 km/h toccati dai modelli Chevrolet. I consumi dichiarati di carburante in città ed in autostrada erano di 14 L/100 km e 9,4 L/100 km rispettivamente.
Nel 1994 fu adottato il cambio 4L60E dotato di controllo elettronico, in luogo del 700R4/4L60 che ne era privo. Entrambe le trasmissioni erano automatiche a quattro rapporti. Tra l'equipaggiamento offerto in opzione era presente il pacchetto per il traino di rimorchi, che comprendeva una marcia con rapporto 2,93:1, un differenziale a scorrimento limitato, le sospensioni posteriori autolivellanti e gli ammortizzatori a smorzamento controllato elettronicamente.
La General Motors tolse dal mercato la Roadmaster alla fine del 1996, con l'ultimo esemplare che uscì dalle catene di montaggio il 13 dicembre dell'anno citato. Il modello venne sostituito dalla più costosa e lussuosa Park Avenue. Uno dei motivi della fine della produzione della Roadmaster fu l'esigenza, da parte della General Motors, di convertire lo stabilimento di Arlington per l'assemblaggio di SUV. Con l'uscita di scena della Roadmaster e della Chevrolet Caprice, fu sancita la fine dei modelli General Motors full-size a trazione posteriore.
Il Primo ministro del Canada Jean Chrétien, durante il suo mandato, ebbe una Buick Roadmaster come auto di Stato.
| Anno                        | Unità                       |
| 1991                        | 7.291 (solo familiari)      |
| 1992                        | 85.309                      |
| 1993                        | 40.449                      |
| 1994                        | 38.909                      |
| 1995                        | 30.508                      |
| 1996                        | 22.989                      |
| Produzione totale = 225.455 | Produzione totale = 225.455 |
| --------------------------- | --------------------------- |